# Ormanköy, Torbalı
Ormanköy là một xã thuộc huyện Torbalı, tỉnh İzmir, Thổ Nhĩ Kỳ. Dân số thời điểm năm 2010 là 226 người.